# 清华大学四川绵阳分校
清华大学四川绵阳分校是清華大學曾經存在的分校，位於四川绵阳，始建于1965年，文革結束後於1978年廢止。分校办学期间，每年招收工农兵学员200人左右。从1974年至1980年毕业的工农兵学员有1422人。

## 歷史
绵阳分校的建立，主要是響應中共中央关于三线建设的指示，高教部確定四所直屬高校需要在三線建設分校，清華大學決定在四川省绵阳市郊建设分校，並於1965年開始建設，称“651 工程”，工程建设负责人为解沛基。根據當時規劃，分校建设完成后，将设置化工、工程物理、力学、电子、计算机等系科。
1966年，因文化大革命爆發，分校工程建设停止，當時只完成三棟學生宿舍的外部工程以及三棟教學樓的的一、二层的基础工程。
1969年11月，清华大学工宣队决定，將大部分无线电电子学系，以及部分机械系、仪器系、数学力学系、自动控制系的师生迁往绵阳分校，並擴大分校建設。經過一年多建設，教学楼、宿舍楼建筑面积82000多平方公尺、占地面積60多公顷。
1970年，绵阳分校开始招收“工农兵学员”, 学制為三年。設置的專業有雷达、多路通信、电子管、半导体器件等，1975 年增设激光专业，1976 年又增设无线电机械结构专业。
1978年，鄧小平的關懷下，同意撤销四川绵阳分校，分校全部师生迁回北京清华大学校本部，並恢复无线电电子学系建制。撤销后，分校的设施移交四川省高教局，目前改建為西南科技大学。

## 分校负责人
| 負責人 | 任職期間            | 備註   |
| ------ | ------------------- | ------ |
| 解沛基 | 1965年1月—1966年6月 |        |
| 林基玉 | 1968—1978           | 军代表 |
| 胡健   | 1970—1973           |        |
| 张慕葏 | 1973—1978           |        |